# (614689) 2020 XL5
(614689) 2020 XL5 — околоземный астероид из группы аполлонов и второй открытый троянский астероид Земли. Был обнаружен 12 декабря 2020 года системой Pan-STARRS в обсерватории Халеакала на Гавайях. Статус астероида был окончательно подтверждён 1 февраля 2022 года. Орбита 2020 XL5 расположена в окрестностях точки Лагранжа L4 системы Солнце—Земля и движется в 60° впереди Земли. Анализ орбиты троянца 2020 XL5 предполагает, что она будет оставаться в пределах точки Лагранжа L4 ещё как минимум 4000 лет, пока гравитационные воздействия от повторяющихся сближений с Венерой не дестабилизируют его троянскую конфигурацию. Астероид имеет диаметр около 1,2 км и является крупнейшим троянским астероидом Земли и вторым обнаруженным в этом классе после 2010 TK7.

## Открытие
2020 XL5 был открыт 12 декабря 2020 года системой телескопов Pan-STARRS в обсерватории Халеакалана Гавайях. Впервые он был замечен в созвездии Чаши с видимой звёздной величиной 21,4. В момент открытия астероид двигался по небу со скоростью 3,02 угловых секунды в минуту на расстоянии 0,68 а.е. (102 млн км) от Земли.
Позже астероид был внесён Центром малых планет на Страницу подтверждения околоземных объектов (англ. Near-Earth Object Confirmation Page) как P11aRcq[4]. В течение последующих двух дней наблюдения за астероидом проводились Вишнянской обсерваторией, Оптической станцией космической связи ESA и Межамериканской обсерваторией Серро-Тололо. Астероид наблюдался ранее обзором Маунт-Леммон во время наблюдений 26 ноября 2020 года. 14 декабря 2020 года астероид под названием 2020 XL5 был внесён в Циркуляр малых планет.
1 февраля 2022 года группа астрономов во главе с Тони Сантана-Рос из Барселонского университета в научном журнале Nature Communications опубликовала исследование, в котором доказала статус 2020 XL5 как второго троянского астероида Земли. В своём исследовании учёные опирались на данные наблюдений различных наземных телескопов в период с 2012 по 2021 год. В результате была уточнена орбита 2020 XL5, определены свойства, исследованы стабильность астероида в точке L4 системы Солнце—Земля и изучены возможности дальнейшего исследования космическими аппаратами.

## Орбита и классификация

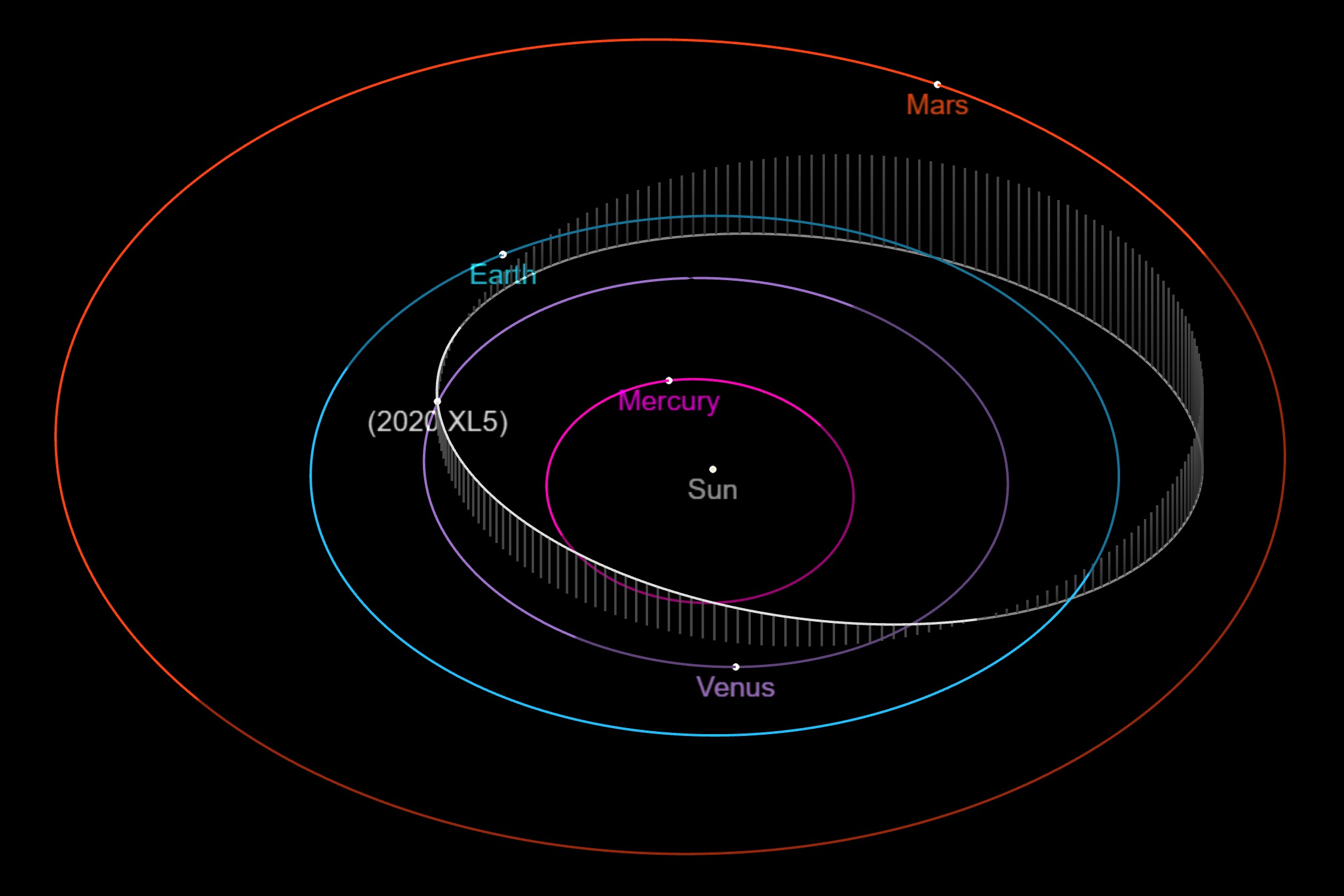
Диаграмма гелиоцентрической орбиты вместе с внутренними планетами

Анимация орбиты с 1600 по 2500 годы относительно Солнца и Земли
Солнце
Земля

Орбита 2020 XL5 хорошо известна с параметром неопределенности равным 0 и дугой наблюдения более 8 лет. Астероид наблюдался с декабря 2012 года в ходе нескольких предварительных наблюдений с различных мест, включая Pan-STARRS.
2020 XL5 совершает один оборот вокруг Солнца на среднем расстоянии 1,001 а.е. каждые 365,8 дня, что примерно равно одному земному году. Его орбита имеет высокий эксцентриситет равный 0,388 и наклонение 13,8° относительно плоскости эклиптики. В движении астероида по своей орбите его расстояние от Солнца колеблется от 0,61 а.е. в перигелии до 1,39 а.е. в афелии, пересекая орбиты Венеры и Земли. Поскольку орбита 2020 XL5 пересекает орбиту Земли, имея большую полуось больше 1 а.е., этот астероид относится к группе аполлонов.

### Троянская орбита
Троянские астероиды легче всего представить как вращающиеся в окрестностях точек Лагранжа L4 и L5 на 60° впереди (точка L4) или позади (точка L5) массивного орбитального тела (в данном случае Земли). В этих точках равновесие гравитационной и центробежной сил устойчиво и астероиды в этих точках находятся в резонансе среднего движения 1:1 с планетой. На самом деле такие астероиды колеблются вокруг такой точки.
26 января 2021 года астроном-любитель Тони Данн заявил, что номинальная траектория 2020 XL5, по-видимому, вращается вокруг точки Лагранжа L4 в системе Солнце—Земля, предположив, что он является троянским астероидом Земли. Последующий анализ подтвердил стабильность моделирования, по крайней мере, на несколько тысяч лет вперед на основе существующих параметров орбиты. 2020 XL5 более стабилен, чем первый обнаруженный троянский астероид 2010 TK7, который потенциально нестабилен в перспективе менее 2000 лет. Последующие наблюдения и модели подтвердили троянскую природу 2020 XL5 и показали, что он покинет троянскую орбиту по меньшей мере через 4000 лет. Численное моделирование показывает, что 2020 XL5, вероятнее всего, был захвачен Землёй в точке Лагранжа L4 в XV веке.
Высокий эксцентриситет орбиты 2020 XL5 приводит к широким траекториям её колебаний в форме головастика с вращением в одном направлении с Землей и её точками Лагранжа. Хотя астероид пересекает орбиту Венеры с минимальным расстоянием пересечения орбиты (MOID), равным 0,02726 а.e. (4,1 миллиона км) от плоскости орбиты Венеры, пертурбация от планеты в настоящее время незначительна, поскольку номинальная орбита астероида выводит его либо слишком высоко, либо слишком низко от плоскости орбиты Венеры. Влияние Венеры на орбиту 2020 XL5 со временем будет усиливаться, поскольку их долгота восходящего узла прецессирует в течение сотен лет, снижая MOID 2020 XL5 к Венере и в конечном итоге дестабилизируя троянскую орбиту астероида, который отправится в точку Лагранжа L3 Земли через несколько тысяч лет.

## Физические характеристики
Фотометрические измерения оптических наблюдений в 2020–2021 годах показали, что 2020 XL5 имеет цвет, напоминающий цвет углеродистых астероидов класса C. Предполагая, что фазовая кривая 2020 XL5 ведёт себя аналогично фазовой кривой астероидов типа C, абсолютная величина (H) астероида составляет 18,6, что соответствует среднему диаметру около 1,18 км для типичного геометрического альбедо астероида класса C, равного 0,06. Это делает 2020 XL5 крупнейшим известным на сегодняшний день троянским астероидом Земли, который в три раза больше 2010 TK7 размером 0,3 км.
Поскольку 2020 XL5 наблюдается только на малых высотах в небе во время сумерек, атмосферные искажения и рассеянный свет Солнца препятствуют точной фотометрии кривой блеска астероида, информацию о его вращении определить не удалось.

## Исследование
Группа астрономов во главе с Тони Сантана-Рос также определили, что оба троянских астероида Земли являются неудобными целями для автоматических исследовательских аппаратов, стартующих с низкой околоземной или геостационарной переходной орбит. Из-за высокого наклонения орбиты 2020 XL5 для миссии по сближению с астероидом с низкой околоземной орбиты потребуется минимальная общая delta-v 10,3 км/с — слишком много, чтобы считаться идеальной целью для траектории с низким энергопотреблением. Но для 2020 XL5 остаётся возможность исследований с пролётной траектории.